# Juglans pistaciformis
Juglans pistaciformis är en valnötsväxtart som beskrevs av Tujcz. Juglans pistaciformis ingår i släktet valnötter, och familjen valnötsväxter. Inga underarter finns listade i Catalogue of Life.